# Pastorie van Ternat
De pastorie van Ternat (deelgemeente van Ternat) is een nog steeds door de pastoor gebruikte pastorie die teruggaat tot de 19e eeuw. Zij is omgeven door een parkje met een vijver. Deze pastorie ('Pastoreel Huys') vervangt een oud afgebroken 'curiael huys' uit 1738. 

## Geschiedenis

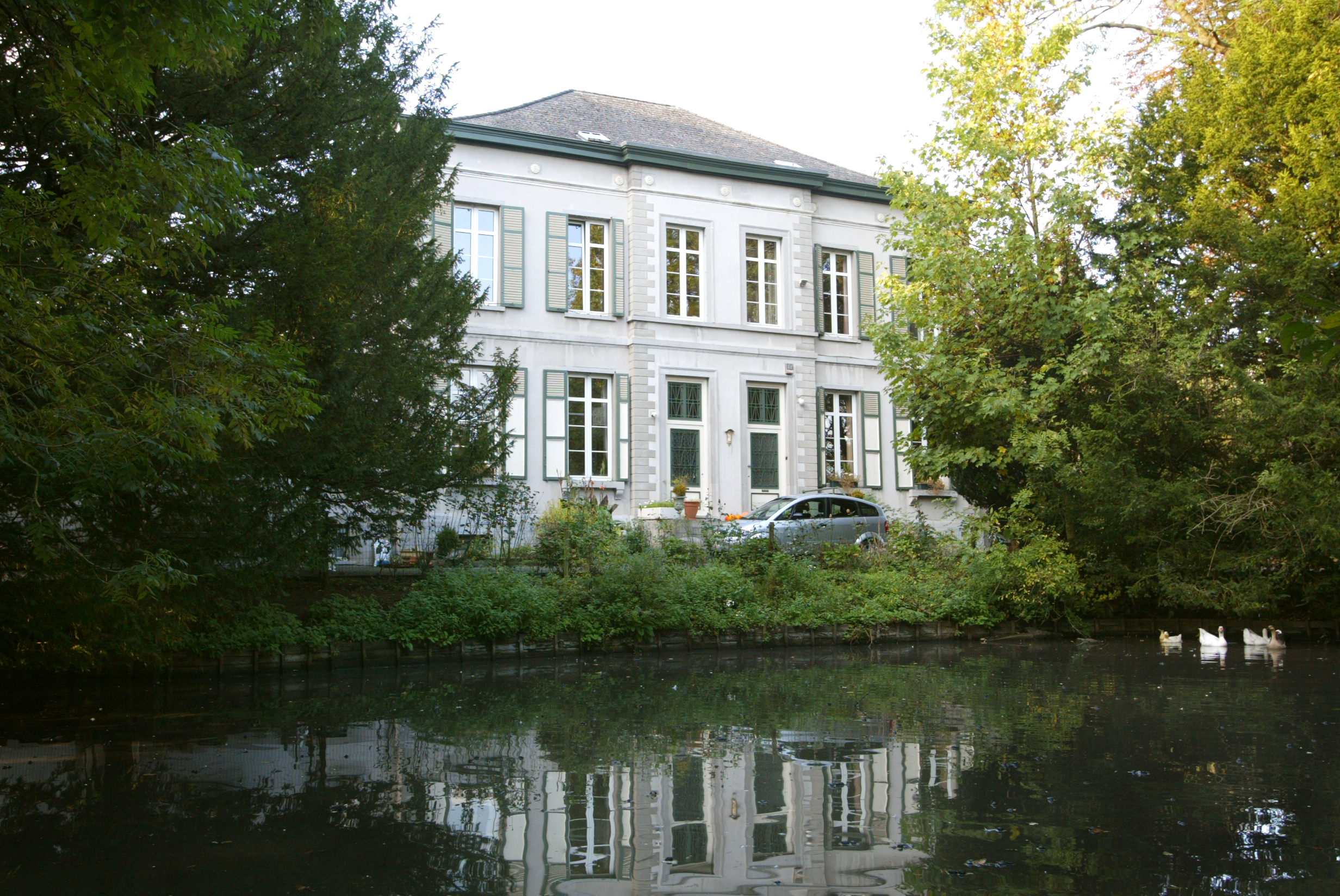
huidig aanzicht pastorie

Ternat heeft al sinds 1738 een pastorie die gezamenlijk gefinancierd werd door het Kapittel van Sint-Gertrudis van Nijvel en het Kapittel van Mechelen. Jaren later, in 1750, heeft Sint-Katherina-Lombeek, een andere deelgemeente van Ternat,  met diezelfde financieringswijze een pastorie gekregen. En nog eens twee jaar later heeft ook de derde deelgemeente van Ternat, Wambeek, een pastorie gekregen die op dezelfde manier gefinancierd werd. 
In 1855 heeft de Ternatse gemeenteraad besloten een nieuwe pastorie te bouwen omdat de bestaande pastorie "uyt oorzake van grooten ouderdom niet konde gerepareerd worden" De nieuwe pastorie is gebouwd op de fundering van de oude, waarvan heel wat materiaal werd gerecupereerd. Zij is een voor die periode typisch herenhuis: een statig, classicistisch geïnspireerd, witgepleisterd gebouw met een leien schilddak, kordonlijsten, een arduinen plint, zes traveeën breed, de twee middelste opgevat als een middenrisaliet met namaak-hoekkettingen en twee voordeuren. De versiering bleef beperkt tot de voorgevel. Waarschijnlijk werd toen ook de huidige omheiningsmuur gebouwd.
In het jaar 1882 was de pastorie nog omringd met vijvers met stilstaande en 'verpestende' waters, maar de geneeskundige commissie heeft die vijvers 'gezondheidshalve' doen dempen en vervangen door de huidige vijver die voor de pastorie ligt.

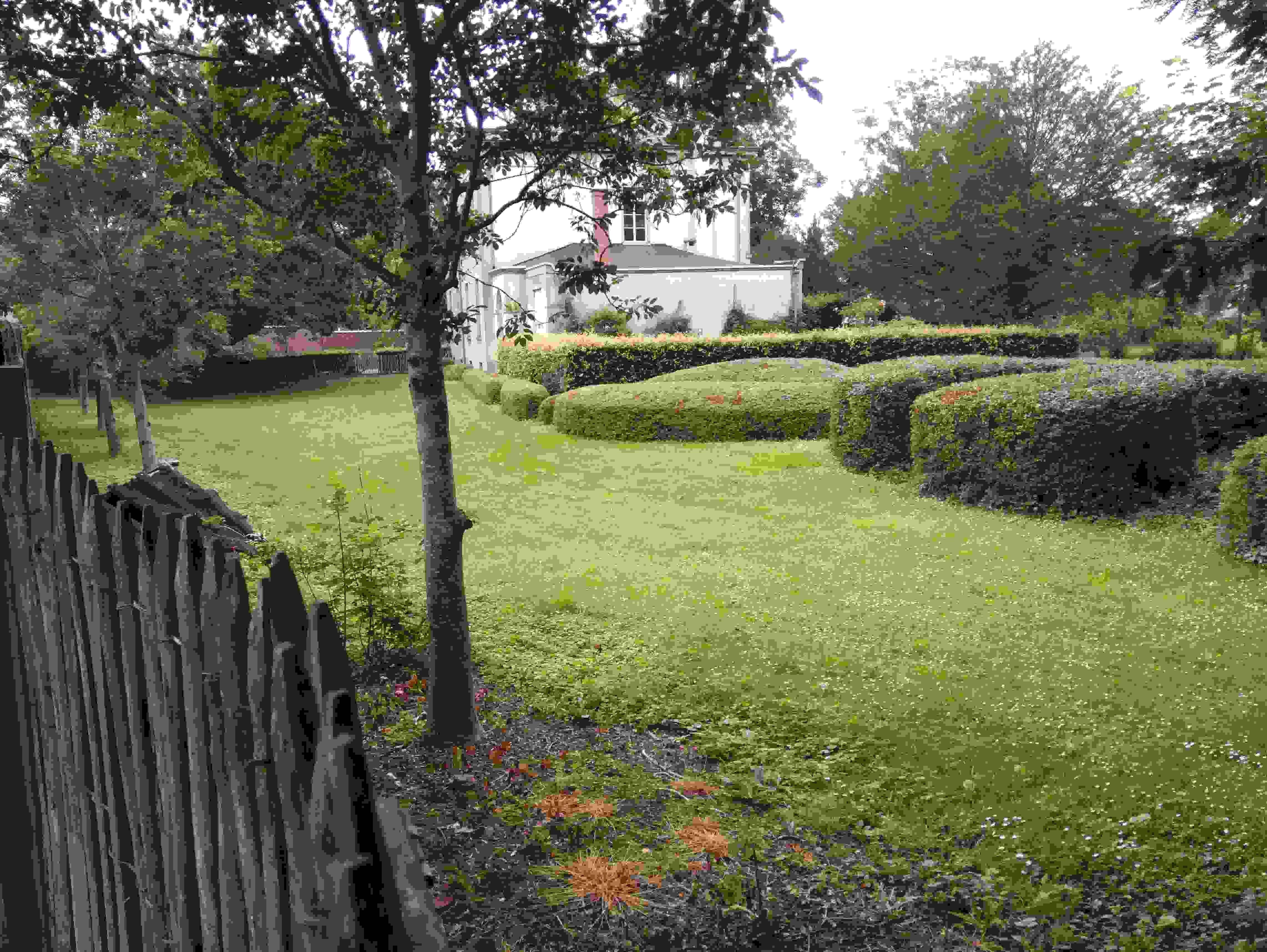
deel van het park links van de pastorie

Het gebouw heeft sindsdien geen fundamentele wijzigingen ondergaan. 

## Sociale functie
De pastorie heeft zoals allicht elke pastoorswoning in hoofdzaak tot doel een onderdak te geven aan de pastoor in functie. Bijkomstig is deze pastorie ook een ontmoeting- en vergaderplaats voor verenigingen. Lange tijd is er (op de zolder) ook het kerkelijk archief ondergebracht. Dat is nu overgebracht naar het Rijksarchief (Leuven).  

## Cultureel erfgoed
De pastorie van Ternat is nooit beschermd als monument. Ook de tuin is niet als erfgoed beschermd. Maar het tuinpark is wel beschermd via het gewestplan waar het is ingetekend als parkgebied.  De pastorie met tuin is ook aangeduid als vastgesteld bouwkundig erfgoed. Maar zelfs in de inventaris van het cultuurbezit in België die in de jaren 1970 werd opgemaakt is deze pastorie niet beschreven.